# Этап операции (военное дело)
Этап операции — часть операции, её определённая стадия (момент), в которой войска (силы) объединения (а ранее корпуса и приравненных к нему формирований) выполняют определённые оперативные задачи, в результате чего существенно изменяется общая обстановка и создаются благоприятные условия для дальнейших военных действий. Этапы операций также выделяются при исследовании и описании проведённых операций объединениями вооружённых сил.
Например, операция «Багратион», по характеру военных (боевых) действий и содержанию задач формированиям ВС СССР в ней участвующих делилась на два этапа:
- первый — с 23 июня по 4 июля 1944 года, в ходе которого было проведено пять фронтовых операций:

Витебско-Оршанская;
Могилевская;
Бобруйская;
Полоцкая;
Минская, и включал в себя прорыв обороны противника на всю тактическую глубину, расширение прорыва в стороны флангов и разгром ближайших оперативных резервов и овладение рядом городов, в том числе освобождение столицы Белорусской ССР — города Минск.
- второй — с 5 июля по 29 августа 1944 года, включавший ещё пять проведённых фронтовых операций:

Шяуляйская;
Вильнюсская;
Каунасская;
Белостокская;
Люблин-Брестская, и включал в себя развитие успеха в глубину, преодоление промежуточных оборонительных рубежей, разгром основных оперативных резервов противника, захват важных рубежей и плацдармов на р. Висла. Конкретные задачи фронтам были определены на глубину до 160 километров.